# Annablume Editora
A Annablume Editora é uma editora brasileira, sediada na cidade de São Paulo, no bairro de Pinheiros.

## História
A editora foi criada 1993 com a proposta inicial de publicar a produção universitária brasileira, tornando-a acessível não apenas aos acadêmicos mas também ao público em geral. Sob o slogan "Você que já defendeu, não mate a sua tese", a Annablume encorajou jovens pesquisadores a divulgar seus estudos, teses e dissertações. Para tirar a impressão pesada do formato de tese, foram desenhados livros pequenos, com 18cm x 10,5cm. Assim ficou caracterizado o selo Universidade, a primeira coleção de teses e dissertações da Annablume e que chegaria a contar com 400 títulos, selecionados pelo Conselho Editorial, composto pelos professores Eduardo Peñuela Cañizal, da ECA-USP, Willi Bolle, do Departamento de Letras Modernas (Alemão) da USP, Lucrécia D'Aléssio Ferrara, da área de Comunicação e Semiótica da  PUC-SP, Salma Tannus Muchail,  do Departamento de Filosofia da PUC-SP  e Ubiratan D'Ambrosio, da Unicamp.
Em 27 de abril de 1993, a Annablume lançou seus quatro primeiros títulos. Novas coleções foram introduzidas, e, no final de 1999,  o catálogo atingiu  400 títulos. Desde 2011, a editora estabeleceu uma parceria com a Universidade de Coimbra para desenvolver duas novas iniciativas editoriais - a coleção Classica Digitalia Brasil, que traz para o Brasil a produção do Centro de Estudos Clássicos e Humanísticos da UC, e o acordo de cooperação com a secular Imprensa da Universidade de Coimbra. Em 2011 e 2012, Annablume lançou 20 títulos da IUC no Brasil, dentre elas a coleção dos grandes humanistas portugueses dos séculos XV a XVIII, Portugaliae Monumenta Neolatina, com 10 volumes bilíngues (latim e português). Em contrapartida, no mês de outubro de 2012, a Imprensa da Universidade de Coimbra lançava em Portugal 20 títulos da Annablume.
As publicações da Annablume concentram-se especialmente nas áreas de semiótica, artes, arquitetura e urbanismo, filosofia e ciências humanas, psicanálise e crítica literária. Nos últimos anos, a editora também foi responsável pela publicação ou republicação de vários ensaios do filósofo tcheco-brasileiro Vilém Flusser (1920-1991).

## Coleções
Atualmente, a Annablume publica as seguintes coleções:
| - Archai - Atopos - Cidadania e Meio Ambiente - Classica Digitalia Brasil | - Crítica Contemporânea - Filosofia e Linguagem - Geografia e Adjacências - História e Arqueologia em Movimento | - Leituras do Corpo - Palavra e Conhecimento - Políticas da Multidão - Queer | - Sentido e Significação - Trabalho e Contemporaneidade - Ato Psicanalítico - Estudos & Fontes |